# Брусяна
Бруся́на (рос. Брусяна) — присілок у складі Сухолозького міського округу Свердловської області.
Населення — 178 осіб (2010, 110 у 2002).
Національний склад населення станом на 2002 рік: росіяни — 97 %.